# عنبرة سلام الخالدي
عنبرة سلام الخالدي (1897-1986)، كاتبة، ومترجمة، وروائية، وناشطة لبنانية، تُعد رائدة النهضة النسائية في الوطن العربي، وقد كان لها أثر كبير في التعبير عن المرأة العربية في عصرها، وهي مترجمة كلًا من «الإلياذة» و«الأوديسة»، وتُعد أول من نقل«الإلياذة» إلى العربية.

## حياتها وأعمالها
ولدت في بيروت عام 1897م لعائلة محافظة، كان والدها السيد سليم علي سلام سياسياً متقدماً، ووالدتها السيدة كلثوم البربير متعلمة من عائلة عريقة. تلقت علومها الأساسية في مدارس أهلية وأخرى أجنبية منها مدرسة مار يوسف، ثم عكفت على الدروس المنزلية بعد قيام الحرب العالمية الأولى، ويشار إلى أنها ختمت القرآن الكريم في العاشرة من عمرها.
شاركت في خدمة الملاجئ والمصانع التي أقامتها الدولة العثمانية لرعاية الفقراء. وقد أسست عام 1914 م مع رفيقاتها جمعية «يقظة الفتاة العربية» وهي أول جمعية للفتيات المسلمات في العالم العربي، حيث كانت تقوم بالأعمال الخيرية بجانب إنشاء مدارس جديدة وإقامة حفلات شعرية وندوات ثقافية بالإضافة إلى ترؤسها للنادي الاجتماعي للفتيات المسلمات.
كما شاركت في تأسيس جمعية النهضة النسائية لتشجيع المصنوعات الوطنية بجانب رفيقاتها مدام فيليب ثابت، سلمى صائغ، نجلاء الكفوري، ابتهاج قدورة، إفلين بسترس وغيرهن.
عام 1925م سافرت إلى إنجلترا ودرست اللغة الإنجليزية والآداب.
في سنة 1927، نزعت عنبرة سلام عن وجهها النقاب عند البدء بمحاضرة في "نادي الأحد" في الجامعة الأميركية في بيروت حول زيارتها لإنكلترا، وكانت بعنوان "شرقية في إنكلترا". وكانت أول مسلمة  في بلاد الشام تنزع النقاب في مكان عام، الأمر الذي سبب موجة غضب عارمة في الشارع البيروتي المحافظ.
في عام 1929م تزوجت من السيد «أحمد سامح الخالدي» مدير الكلية العربية حيث سافرت معه إلى القدس، وفي عام 1948 م هاجرت مع زوجها من القدس إلى لبنان، وقد ظلت تساند زوجها في نشاطاته التربوية والثقافية حتى توفي عام 1951م.
كانت أول سيدة تلقي حديثاً نسائياً من إذاعة القدس؛ حيث كتبت بحثاً عن سكينة بنت الحسين التي تعتبرها رائدة الوعي النسائي والأدب الرفيع.

## مؤلفاتها
- أصدرت في السبعينات كتاباً بعنوان «جولة في الذكريات بين لبنان وفلسطين» وكانت أول مُذكرات عن المرأة الفلسطينية.
- ترجمت الإلياذة وكتب لها طه حسين المقدمة ثم ترجمت الأوديسة والإنيادة عن الإنجليزية.